# Конвенция о международной торговле видами дикой фауны и флоры, находящимися под угрозой исчезновения
Конвенция о международной торговле видами дикой фауны и флоры, находящимися под угрозой исчезновения, СИТЕС (англ. Convention on International Trade in Endangered Species of Wild Fauna and Flora, CITES) — международное правительственное соглашение, подписанное в результате резолюции Международного союза охраны природы (IUCN) в 1973 году в Вашингтоне. Вступила в действие 1 июля 1975 года. Также известна как «Конвенция о международной торговле видами дикой фауны и флоры, находящимися под угрозой уничтожения».

## Цель Конвенции
Цель Конвенции состоит в том, чтобы гарантировать, что международная торговля дикими животными и растениями не создаёт угрозы их выживанию; соглашение представляет различные степени защиты для более чем 33 000 видов животных и растений. Преамбула Конвенции: 
Договаривающиеся государства,
признавая, что дикая фауна и флора в их многочисленных прекрасных и разнообразных формах являются незаменимой частью природных систем Земли, которые должны быть охраняемы для настоящего поколения и для будущих,
сознавая всё увеличивающуюся ценность дикой фауны и флоры с точки зрения эстетики, науки, культуры, отдыха и экономики,
признавая, что народы и государства являются и должны быть наилучшими хранителями их собственных дикой фауны и флоры,
признавая к тому же, что международное сотрудничество является необходимыми для защиты некоторых видов дикой фауны и флоры от чрезмерной эксплуатации их в международной торговле,
будучи убежденными в необходимости принятия надлежащих мер в этих целях, согласились о следующем…
С момента подписания конвенции в 1975 году ни один вид, находящийся под её защитой, не вымер в результате торговли.

## Подробности

Страны, подписавшие Конвенцию

Конвенция СИТЕС является одним из самых крупных соглашений по охране дикой природы. Участие в ней добровольное. Хотя соблюдение положений конвенции обязательно для всех подписавших её государств (далее — сторон), специальных национальных законов для этого не требуется. Соглашение скорее обеспечивает рамки, которые уважаются каждой стороной, и на основании которых каждая сторона строит своё собственное законодательство. Часто бывает, что внутреннее законодательство стороны не учитывает положения конвенции либо учитывает, но ограничено штрафами, несоизмеримыми с тяжестью преступления. На 2002 год в 50 % стран, подписавших положения конвенции, не хватает как минимум одного из четырёх главных требований конвенции:
- создания управления по соблюдению положений;
- законодательного запрета торговли редкими животными;
- установления системы штрафов за такую торговлю;
- возможности конфискации запрещенного товара.[8]

Текст Конвенции был подписан 3 марта 1973 года в Вашингтоне, округ Колумбия, США во время встречи представителей 80 стран. В дальнейшем он был открыт для подписания до 31 декабря 1974 года. Конвенция вступила в силу 1 июля 1975 года после ратификации её 10-м государством. К 2003 году все подписавшие конвенцию государства были названы её сторонами. К августу 2006 года, участниками соглашения считаются 169 государств.
Россия стала участницей Конвенции в 1992 году как правопреемник СССР, присоединившегося к этому документу в 1976 году.
Финансирование деятельности Секретариата и Конференций сторон происходит из доверительного фонда, который пополняется за счёт взносов сторон. Деньги фонда не могут использоваться сторонами для соблюдения условий Конвенции. На эти цели, а также на внешнюю деятельность Секретариата (обучение, специальные программы и т. д.) финансирование должно идти из внешних источников (часто от неправительственных организаций).
Хотя соглашение само по себе не предусматривает ни арбитража, ни судебных разбирательств в случае его нарушения, за 30 лет деятельности Секретариат выработал некоторые механизмы борьбы с нарушениями сторон. В случае нарушения Конвенции какой-либо стороной Секретариат в первую очередь уведомляет другие стороны. Далее предполагаемому нарушителю даётся время для апелляции либо предлагается техническая помощь для предотвращения дальнейших нарушений. Другими действиями (не предусмотренными самой конвенцией, но утверждёнными последующими 11 резолюциями) против нарушителя могут быть применены:
- принудительное подтверждение Секретариатом нарушений Конвенции;
- приостановка сотрудничества со стороны Секретариата;
- официальное предупреждение;
- визит Секретариата с целью проверки способности соблюдения Конвенции нарушителем;
- рекомендации всем сторонам о приостановке сотрудничества с нарушителем.

## Конференции СИТЕС
Секретариат СИТЕС работает по установлению контроля над международной торговлей определёнными видами. Условия конвенции требуют, чтобы весь импорт, экспорт, реэкспорт и интродукция из моря определённых видов животных и растений проводился на основании разрешений и сертификатов. Каждая сторона соглашения обязана представить государственный орган, который осуществляет контроль над системой лицензирования, а также как минимум один научный орган, уполномоченный давать экспертную оценку эффективности торговли обозначенными видами. Список регулируемых видов составляется на Конференции Сторон, которая созывается не реже, чем раз в два года. С 3 по 15 июня 2007 года Конференция СИТЕС проходила в Гааге. К ней, согласно правилам Конвенции поступило более 40 новых предложений ограничить или запретить торговлю некоторыми видами растений, животных и рыб.
Предлагалось взять под особый контроль торговлю розовыми кораллами, ограничить вылов колючих акул. В СИТЕС поступила просьба запретить всю коммерческую торговлю рыбой-пилой, запасы которой сократились на 90 %, — её зубы, острая чешуя и другие части тела активно используются в традиционной медицине.
Предложения о запрете или ограничении торговли некоторыми видами дикой фауны и флоры поступили от Германии в качестве председательствующей в Европейском союзе, США, Кении и ряда других государств — участников СИТЕС. Например, Кения и Мали призвали запретить торговлю слоновой костью на ближайшие 20 лет, а Ботсвана и Намибия, наоборот, обратились с просьбой дать им разрешение на торговлю этим товаром.

## Борьба с незаконной торговлей
По информации секретариата СИТЕС, незаконная торговля видами животных, находящимися под угрозой уничтожения, является прибыльным бизнесом. Согласно официальной статистике, объём мирового незаконного торгового оборота редкими видами животных, находящимися под угрозой исчезновения, составляет более 6 млрд долларов в год. Криминальная торговля животными находится по прибылям на втором месте после торговли наркотиками и оружием, причём с каждым годом количество редких птиц и животных, перевозимых контрабандно через границу, неуклонно растёт — только в России с 2004 по 2006 год количество задержанных партий «живого товара» выросло почти вдвое, исчисляясь сотнями.
Главными поставщиками на российский нелегальный рынок «живого товара», редких растений и их частей являются:
- Африка и Южная Америка — экзотические птицы и млекопитающие (попугаи, обезьяны);
- Юго-Восточная Азия — рептилии, земноводные (черепахи, змеи, ящерицы и пр.);
- Европа — энтомологические коллекции насекомых.

Однако Россия является не только местом сбыта заморских животных и растительных диковин. Многообразная и уникальная флора и фауна страны сформировала за рубежом устойчивый спрос на них и стремление к обладанию представителями животного и растительного миров, а также их дериватами (продукцией), пусть даже и с использованием противоправных средств, включая их контрабанду. В частности, объектами преступных посягательств становятся части медведя, оленя, кабарги, женьшеня, осетровых видов рыб, местом обитания которых является Дальний Восток (нелегально вывозятся в страны Юго-Восточной Азии, прежде всего, в Китай), икра осетровых видов рыб бассейна Каспийского моря. Из Уральского и Сибирского округов в качестве ловчих птиц вывозятся балобаны, кречеты, беркуты.
В 1989 году СИТЕС принял решение о запрете убивать слонов и торговать слоновой костью, которая является одной из самых прибыльных сфер чёрного рынка во многих африканских и азиатских государствах. Однако в 1997 году, признав, что некоторым африканским странам удалось добиться оздоровления этой популяции, он разрешил Ботсване, Намибии и Зимбабве продать Японии 50 тонн слоновой кости. В 2002 году были одобрены новые квоты на эту продукцию из Ботсваны, Намибии и Южной Африки, однако эти страны в силу технических причин не смогли ими воспользоваться.

## Приложения
Конвенция СИТЕС работает над установлением контроля над международной торговлей определёнными видами. Она требует, чтобы весь импорт, экспорт, реэкспорт и интродукция из моря определённых видов животных и растений производился на основании разрешений и сертификатов.
Каждая сторона соглашения обязана представить государственный орган, осуществляющий контроль над системой лицензирования, а также как минимум один научный орган, полномочный давать экспертную оценку эффективности торговли обозначенными видами. Список регулируемых видов составляется на Конференции Сторон, созываемой не реже чем раз в два года (в июне 2007 года Конференция Сторон должна состояться в Гааге) .
Примерно 5 000 видов животных и 28 000 видов растений находятся под охраной Конвенции против чрезмерной эксплуатации через международную торговлю. Вымирающие виды сгруппированы в Приложениях по степени угрозы их исчезновения и мерами, предпринимаемыми по их торговле. Некоторые виды могут находиться сразу в нескольких Приложениях, то есть один и тот же вид на одной территории может быть в Приложении I, а на другой территории — в Приложении II. Некоторые эксперты оспаривают это положение как рискованное, так как в этом случае виды с более защищённой территории могут быть реэкспортированы через территорию с менее жёсткими требованиями. Например, Саванный слон (Loxodonta africana) обозначен в Приложении I во всех популяциях, кроме Ботсваны, Намибии, Южной Африки и Зимбабве. В перечисленных странах этот слон обозначен в Приложении II. Перечисление всех популяций одного вида предотвратит возможное «отмывание» этих животных, однако сильнее ограничит торговлю видами дикой природы в регионах с хорошими методами управления.
В случае достаточного увеличения численности определённых видов возможно разрешение на их торговлю. Например, в результате продажи ЮАР белых носорогов были получены доходы, которые были потрачены на их сохранение. Хотя выживание белого носорога приписывают не столько включению его в Приложение Конвенции, сколько к увеличению его охраны в местах постоянного проживания, но вполне возможно, что эта охрана не была бы увеличена без включения его в Конвенции.

### Приложение I — около 800 видов
Приложение включает все виды, находящиеся под угрозой исчезновения, торговля которыми оказывает или может оказать на их существование неблагоприятное влияние. Торговля образцами этих видов должна особенно строго регулироваться с тем, чтобы не ставить далее под угрозу их выживание, и должна быть разрешена только в исключительных обстоятельствах. Среди видов этого списка в частности горилла (Gorilla gorilla), виды шимпанзе (Pan spp.), тигр (Panthera tigris), индийский лев (Panthera leo persica), леопард (Panthera pardus), ягуар (Panthera onca), индийский слон (Elephas maximus), некоторые популяции саваннового африканского слона (Loxodonta africana), дюгонь (Dugong dugon), ламантины (Trichechidae) и все виды носорогов, за исключением некоторых подвидов Южной Африки.

### Приложение II — около 32 500 видов
Приложение включает все виды, которые в данное время хотя и не обязательно находятся под угрозой исчезновения, но могут оказаться под такой угрозой, если торговля образцами таких видов не будет строго регулироваться в целях недопущения такого использования, которое несовместимо с их выживанием; а также другие виды, которые должны подлежать регулированию для того, чтобы над торговлей образцами некоторых видов из первого списка мог быть установлен эффективный контроль.

### Приложение III — около 300 видов
Приложение III включает все виды, которые по определению любой Стороны подлежат регулированию в пределах её юрисдикции в целях предотвращения или ограничения эксплуатации и в отношении которых необходимо сотрудничество других сторон в контроле над торговлей.